# 彼女×彼女×彼女 ～与三姊妹的心跳共同生活～
《彼女×彼女×彼女 ～与三姊妹的心跳共同生活～》是CROSSNET的旗下公司ωstar在2008年5月30日發售的戀愛冒險類型日本成人遊戲。2009年2月27日發售Fan disc《彼女×彼女×彼女 ドキドキフルスロットル!》。2009年12月18日發售兩作的合集《彼女×彼女×彼女 ドキドキPack!》。

## 故事介紹
原本是住在小島上的志木春臣，因為島上火山爆發的關係而離開家鄉到親戚家避難，由於父母去旅行便獨自一人來到七夕鎮寄居在織節家。但是來到織節家後才知道家中只有三姊妹居住而已，就這樣春臣和她們開始展開同居生活。

## 人物介紹
志木春臣（聲優：田中百太郎（OVA））
因為家鄉發生事故而寄住在織節家並且轉入天之川學園2年F組。
織節夏實（織節夏実　聲優：紘川琴音）
身高：165cm　體重：48kg　三圍：B107/W56/H90
織節家的長女，經營冰淇淋店「みんみんアイス」。喜歡占卜，對酒類完全不行。
織節秋奈（聲優：有栖川みや美）
身高：158cm　體重：42kg　三圍：B92/W53/H83
織節家的次女，春臣的同學。在學園中有如偶像般存在的高人氣。
織節真冬（聲優：牧野真穗/乃嶋架菜（OVA））
身高：151cm　體重：40kg　三圍：B78/W45/H80
織節家的三女，比春臣還小兩歲。喜歡讀書，經常看官能小說。
白檀翠（聲優：青川ナガレ/綾音美言（OVA））
身高：152cm　體重：41kg　三圍：B83/W50/H85
春臣的同學和班長，秋奈的朋友。
姫野原鈴蘭（聲優：榊るな）
身高：160cm　體重：47kg　三圍：B102/W57/H89
春臣的同學。在遇見春臣就對他一見鍾情。
本能寺司（聲優：田中一郎）
春臣的同學，冰淇淋店「ハゲ・ダッツ」社長的兒子。

## 主題曲
「彼女×彼女×彼女 〜今夜はぎゅっと抱きしめてね〜」
作詞：猫コスメ　作曲：椎名俊介（Angel Note）　歌：中山♡マミ

## OVA
OVA是成人動畫共有3話，2013年4月19日發售完全版。

### 各話列表
| 話數  | 標題 | 發售日         |
| ----- | ---- | -------------- |
| 第1話 |      | 2009年12月25日 |
| 第2話 |      | 2010年6月18日  |
| 第3話 |      | 2011年5月20日  |

### 工作人員
- 原作：トリトン[6]
- 角色原案：八宝備仁
- 劇本：関町台風
- 背景：Studio BLUE
- 撮影：シアン
- 編輯：田熊純
- 音響制作：現
- 動畫制作：Studio Eromatick
- 製作人：村上幸太郎、魚橋月路
- 動畫製作人：渡嘉敷八起
- 監督、作畫監督、角色設計、演出、分鏡：村山公輔
- 製作：milky
- 發售：MS PICTURES